# 세르히 쿨리시
세르히 볼로디미로비치 쿨리시(우크라이나어: Сергі́й Володи́мирович Кулі́ш, 1993년 4월 17일~)는 우크라이나의 사격 선수로 주 종목은 권총이다. 2016년 하계 올림픽 남자 10m 공기소총 종목 은메달을 획득했고 2024년 하계 올림픽 50m 소총 3자세 은목에서 동메달을 획득했다.